# X Window System
Het X Window System, kortweg X of ook X11 genoemd, is een platform om onder verschillende besturingssystemen, zoals Unix en VMS, een grafische bediening te kunnen gebruiken.

## Beschrijving
Het platform bestaat uit de X Window-server (het programma X.Org, een server die het scherm beheert) en uit zogenaamde clients, die een verbinding maken met de X-server en daaraan doorgeven wat er op het scherm moet komen. Op de meeste desktop-Unixsystemen draait een servercomponent lokaal, samen met een windowmanager en desktopomgeving, zodat een bureaublad, de taakbalk, menu's en vensters afgebeeld kunnen worden. Tussen de X-server en de clients liggen communicatie-afspraken vast: het protocol.
Het X Window System zorgt ervoor dat niet enkel in een tekstuele omgeving gewerkt kan worden, maar dat ook gebruikgemaakt kan worden van grafische elementen zoals opgemaakte tekst, knoppen, invoervakken, lijsten, menu's, een grafische muiscursor etc. Voor de weergave van de iconen werd het XBM-bestandstype ontwikkeld.
Voor praktisch alle gangbare besturingssystemen zoals Unix, Linux, Mac OS X en Windows bestaan er X Window-servers. Desktopomgevingen maken onder Linux bijna altijd gebruik van X.org.

## Versiegeschiedenis
| Versie                     | Uitgavedatum      | Belangrijkste wijzigingen |
| -------------------------- | ----------------- | --- |
| X1                         | juni 1984         | Voor het eerst werd de naam "X" gebruikt; fundamentele veranderingen die het product onderscheiden van W (W Window System). |
| X6                         | januari 1985      | Eerste versie waarvoor die in licentie gegeven werd aan een handvol externe bedrijven. |
| X9                         | September 1985    | Kleur. Eerste versie uitgebracht onder de MIT-licentie. |
| X10                        | Laat 1985         | Ondersteuning voor IBM RT/PC, AT (op DOS) en anderen |
| X10R2                      | januari 1986      | |
| X10R3                      | februari 1986     | Eerste vrij te verspreiden versie van X. Eerdere versies vereisten een BSD-licentie vanwege codewijzigingen bij init/getty om inloggen te ondersteunen. Uwm werd de standaard windowmanager.                                                                     |
| X10R4                      | december 1986     | Laatste versie van X10. |
| X11                        | 15 september 1987 | Eerste versie van het huidige protocol. |
| X11R2                      | februari 1988     | Eerste X Consortium-versie. |
| X11R3                      | 25 oktober 1988   | Introductie van de loginmanager XDM |
| X11R4                      | 22 december 1989  | XDMCP, twm als standaard windowmanager, applicatieverbeteringen, vorm-extensie, nieuwe lettertypen. |
| X11R5                      | 5 september 1991  | PEX, Xcms (kleurbeheer), font server, X386, X video extension |
| X11R6                      | 16 mei 1994       | ICCCM 2.0; Inter-Client Exchange; X-sessiebeheer; Sync-extensie; X Image extension; XTEST-extensie; X Input; X Big Requests; XC-MISC; XFree86-veranderingen. |
| X11R6.1                    | 14 mei 1996       | X Double Buffer-extensie; toetsenbord-extensie; X Record-extensie. |
| X11R6.2 X11R6.3 (Broadway) | 23 december 1996  | Webfunctionaliteit, LBX. Laatste X Consortium-versie. X11R6.2 is een soort tussenversie. Deze bevat enkel volgende nieuwe functionaliteit bovenop X116.1: XPrint, de Xlib-implementatie van verticaal typen en de gebruikersgedefinieerde karakterondersteuning. |
| X11R6.4                    | 31 maart 1998     | Xinerama. |
| X11R6.5                    |                   | Interne X.org-uitgave, niet publiekelijk beschikbaar gesteld. |
| X11R6.5.1                  | 20 augustus 2000  | |
| X11R6.6                    | 4 April 2001      | Bugfixes en XFree86-veranderingen. |
| X11R6.7.0                  | 6 april 2004      | Eerste X.Org Foundation-versie gebaseerd op XFree86 4.4rc2. Volledige eindgebruikersversie. Verwijderd: XIE, PEX en libxml2. |
| X11R6.8.0                  | 8 september 2004  | Venstertransparantie, XDamage, Distributed Multihead X, XFixes en compositing.XEvIE |
| X11R6.8.1                  | 17 september 2004 | Beveilingsprobleem opgelost in libxpm. |
| X11R6.8.2                  | 10 februari 2005  | Bugfixes en driverupdates. |
| X11R6.9 X11R7.0            | 21 december 2005  | EXA, grote broncodeverschrijving. Van dezelfde codebasis werd het modulaire autotooled versie 7.0 en de monolithische imake-versie strandde op 6.9. |
| X11R7.1                    | 22 mei 2006       | Verbeteringen aan EXA, KDrive werd geïntegreerd, AIGLX, verbeteringen voor de ondersteuning van besturingssystemen en platforms. |
| X11R7.2                    | 15 februari 2007  | Verwijdering van LBX en de ingebouwde toetsenbordriver, X-ACE, XCB, autoconfig-verbeteringen en opschoning van de broncode. |
| X11R7.3                    | 6 September 2007  | XServer 1.4, hotplugging voor invoer, hotplugging voor uitvoer (RandR 1.2), DTrace probes (sensoren), PCI-domeinondersteuning. |
| X11R7.4                    | 23 September 2008 | XServer 1.5.1, XACE, PCI-rework, snelheidsverbeteringen voor EXA, _X_EXPORT, GLX 1.4, sneller opstarten en afsluiten. |
| X11R7.5                    | 26 oktober 2009   | XServer 1.7, Xi 2, XGE, E-EDID-ondersteuning, RandR 1.3, MPX, voorspelbare aanwijzersversnelling, DRI2-geheugenbeheerder, de beveilingsmodule SELinux, verdere verwijdering van verouderde bibliotheken en extensies.                                            |
| X11R7.6                    | 20 december 2010  | X Server 1.9, XCB-vereiste. |
| X11R7.7                    | 6 juni 2012       | Veranderingen in X.org Server versie 1.10, 1.11 en 1.12; Sync-extensie: ondersteuning voor Fence-object; multitouchondersteuning voor Xi 2.2; XFixes 5.0: Pointer Barriers.                                                                                      |

### Toekomstige versies
| Versie  | Uitgavedatum | Belangrijkste geplande wijzigingen |
| ------- | ------------ | ---------------------------------- |
| X11R7.8 | 2013         | X Resource-extensie 1.2            |

## Naamgebruik
Mensen uit de IT-sector noemen het X Window System vaak "X Window", "X11" (omdat de 11e versie gebruikt wordt, sinds 1987) of gewoon "X". De term "X-Windows" (op dezelfde manier als in "Microsoft Windows") wordt niet officieel gebruikt, maar hier en daar gebruikt, soms opzettelijk, zoals bijvoorbeeld in het UNIX-hatershandboek.

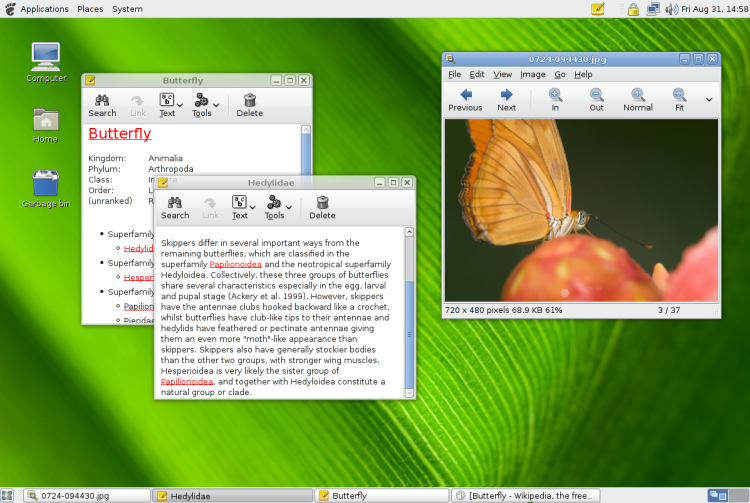
GNOME 2.20
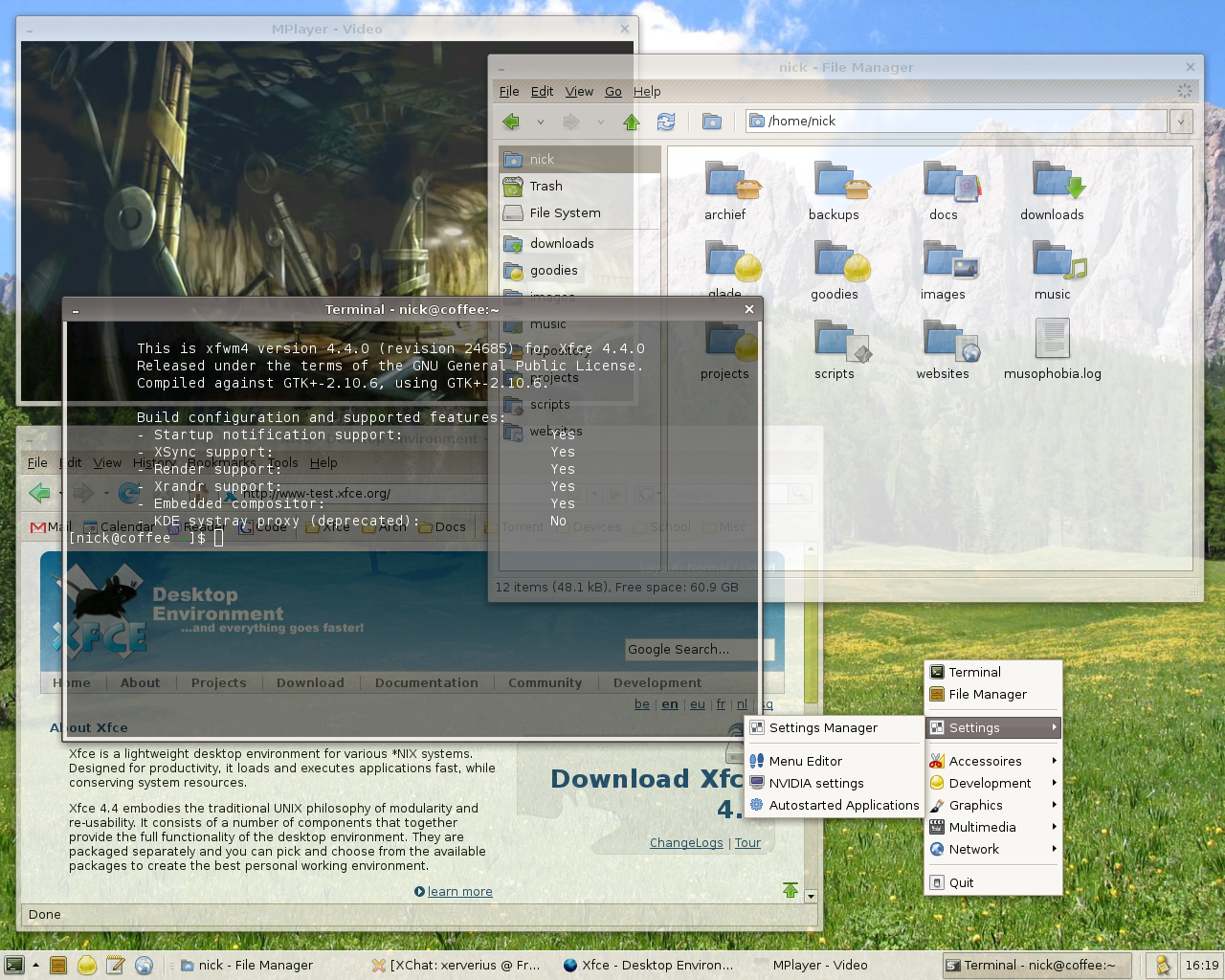
Xfce 4.4
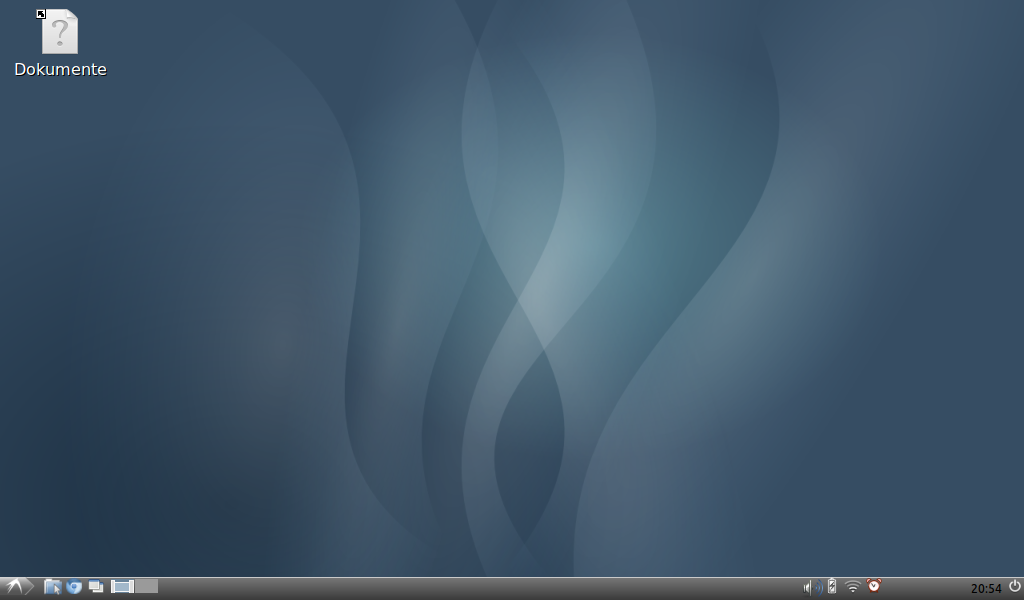
LXDE op Lubuntu 11.10
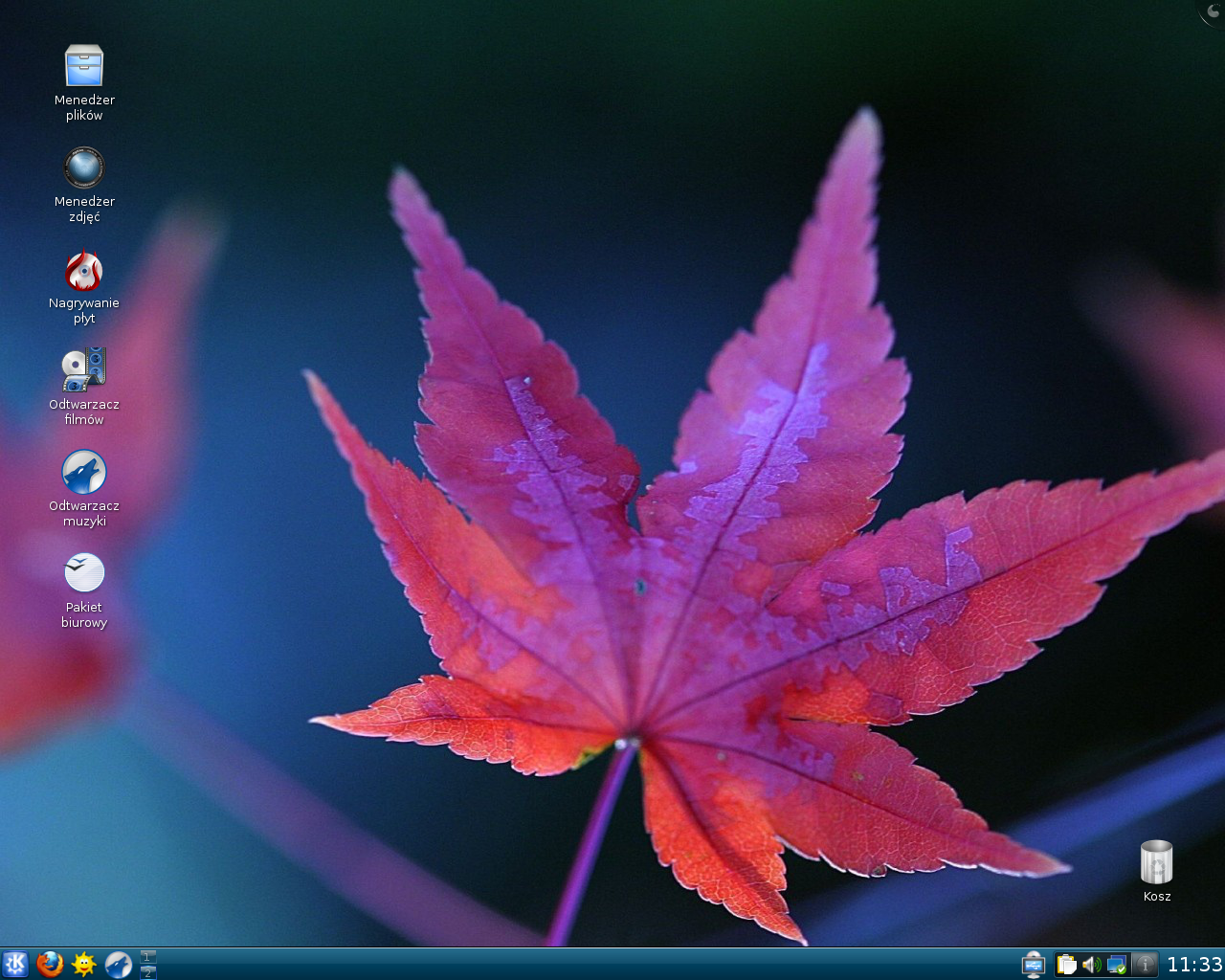
KDE op Mandriva Linux

## Platformen
Het X Window System is beschikbaar als client en/of server voor de meeste Unix en Linux varianten en OpenVMS.
Microsoft maakt sinds 2019 het Windows Subsystem for Linux (WSL) beschikbaar via de PowerShell dat het mogelijk maakt om een native Linuxdistributie naar keuze te draaien, met inbegrip van het X Window System, zonder verdere emulatoren te hoeven installeren mits het systeem beschikt over een 64-bit processor met virtualisatie in de BIOS en up-to-date videodrivers voor de grafische kaart.